# Hold On, We're Going Home
«Hold On, We're Going Home» es una canción del rapero canadiense Drake con la colaboración del dúo canadiense Majid Jordan. Es el segundo sencillo del tercer álbum de estudio del rapero, Nothing Was the Same. La canción tuvo una gran recepción a nivel mundial en las listas, llegando a la posición 4 del Billboard Hot 100.

## Video musical
El video musical de la canción fue estrenado el 24 de septiembre del 2013 a través de la cuenta de Vevo de Drake. Tiene lugar en Miami, en el año 1985, y fue dirigido por Bill Pope. El video trata sobre el secuestro de la amante de Drake, por una pandilla rival, y el rapero hace todo lo posible por rescatarla. En el video hay numerosas apariciones de famosos, incluyendo a Steven Bauer, Johnny Simmons, ASAP Rocky, entre otros. El clip fue nominado a un premio MTV Video Music Award 2014 en la categoría Mejor video de hip hop.

## Posicionamiento en listas

### Semanales
| País           | Lista (2013)      | Mejor posición |
| -------------- | ----------------- | -------------- |
| Canadá         | Canadian Hot 100  | 5              |
| Estados Unidos | Billboard Hot 100 | 4              |
| Japón          | Japan Hot 100     | 51             |

- Datos: Q15700261